# Buczyny
Buczyny (deutsch Buckoka, 1937–1945 Buchenberge) ist ein polnisches Dorf in der Woiwodschaft Lebus, Powiat Żarski, das zur Gemeinde Trzebiel (Triebel) gehört.

## Geographie
Das Dorf liegt im polnischen Teil der Niederlausitz zwischen dem Tal der Lausitzer Neiße im Westen und dem östlichen Flügel des Muskauer Faltenbogens verkehrsgünstig an der Droga krajowa 12 sowie der Bahnstrecke Lubsko–Bad Muskau.

## Sehenswürdigkeiten
- Freilichtmuseum Buczyny (Skansen Łuzycki Buczyny), mit sieben originalgetreuen Gebäuden im sorbischen Stil, einem Museum, einer Lausitzer Bibliothek und einem sorbischen Gasthaus